# La Dépêche du Bassin
La Dépêche du Bassin est un hebdomadaire régional français diffusé tous les jeudis sur le bassin d'Arcachon en Nouvelle-Aquitaine (1,50 € à l'unité). Le premier numéro date de 1996. Créé à l'époque par Philippe Galland, il appartient aujourd'hui au groupe Sud Ouest. Ses pages sont imprimées à la rotative de Sud-Ouest à Bordeaux. 
Les correspondants couvrent toutes les communes du bassin qui composent l'arrondissement d'Arcachon, soit 10 communes, plus les 5 du Val de l'Eyre. 
Le journal a son propre site web mais aussi une page Facebook et un compte Twitter. Il propose aussi une application payante sur tablette. 

## L'équipe
La Dépêche du Bassin compte 5 salariés :
- Alexis Blad, rédacteur en chef
- Jean-Baptiste Lenne, journaliste
- Xavier Davias, journaliste
- Fabienne Amozigh, secrétaire de rédaction
- Virginie Lemoine, secrétaire et attachée administrative

Et 6 correspondants : 
- à Lège-Cap-Ferret
- à Andernos-les-Bains et Arès
- à Gujan-Mestras et Marcheprime
- à Salles et à Mios
- à Audenge
- au Teich
- au Barp,
- à Lanton
- à Biganos
- Fabienne Amozigh s'occupe également de la rubrique « Sortir ».